# Спасо-Преображенский мужской монастырь (Самара)
Спасо-Преображенский монастырь — православный мужской монастырь в городе Самара, существовавший в XVI—XVIII веках.

## История
Точных сведений об основании монастыря не сохранилось. По сведениям исследователя истории монастырей Симбирской епархии К. И. Невоструева:

Самарский Спасо-Преображенский мужской монастырь находился в г. Самаре… между Успенской и Преображенской церквями. Неизвестно, когда и почему он возник. Судя по владениям монастыря, происхождение его можно относить к началу самого г. Самары
Находился монастырь в районе современной улицы Крупской.
Монастырь был одним из крупнейших землевладельцев Самарского уезда. По данным переписных книг 1646 года вотчина монастыря занимала бо́льшую часть Самарского уезда, и в ней располагалось до 90 % крестьянских дворов уезда. С начала XVII века упоминаются пашни и селения, принадлежавшие монастырю, и занимавшие восточную часть Самарской Луки. По переписным и отказным книгам монастыря в 1640—1642 годах он владел селами Рождественское и Ильинское (Подгоры), а также прилежащими к ним деревнями и починками.
В 1648 году царь Алексей Михайлович выдал патриарху Иосифу грамоту на владение Самарским Спасо-Преображенским монастырём с селами и деревнями: Подкараульная, Ахтулина, Терновая Поляна с пустошами, озёрами и другими угодьями — поселениями на правом берегу Волги, напротив Самары. В 1670-х годах в них было 436 дворов и 1106 человек. По документам 1671 года к владениям монастыря прибавилось построенное село Архангельское (Новинки).
Владения монастыря включали пахотные земли, покосы, леса, рыбные ловли, озёра, две мельницы. Работой в основном занимались монастырские крестьяне и наёмные люди — служебники, проживавшие в основном в селе Рождественское, где была резиденция патриаршего служки. Настоятелями монастыря в 1631—1738 годах были игумен Филарет, старец Моисей, игумен Иоасаф, игумен Парфений, иеромонах Даниил, игумен Варлаам. Кроме хозяйственно-экономической деятельности, Спасо-Преображенский монастырь занимался и миссионерской: входившие в его владения мордовские и чувашские деревни Шелехметь, Борковская, Терново, Чуракаева были обращены в христианство в середине XVII века.
В 1670 году царь Алексей Михайлович издал новый указ, по которому монастырь изымался из владений патриарха в пользу казны. В 1672 году воевода Василий Яверский составил переписные книги монастыря из-за его перехода во владения казны. Крестьяне и земли отныне числились как дворцовые. А для содержания монастыря выделялось государственное жалование — руга — и 10 десятин пахотной земли. В 1683 году по ходатайству монахов годовая руга была заменена на право на рыбные ловли на реке Самара на протяжении 40 вёрст от устья реки Кинель и до города Самара.
Однако уже в 1701 году по указу Петра I рыбные ловли и земли были отписаны в казну, а монастырь отныне должен был существовать лишь на пожертвования. Такая политика привела монастырь к упадку: по данным на 1718 год в нём, кроме настоятеля, было лишь 8 монахов. В 1723 году монастырь по распоряжению Петра I был закрыт, остававшиеся монахи были переведены в Жадовскую пустынь Сызранского уезда, село Рождественское с деревнями передавалось в дворцовое ведомство.
В январе 1732 года Московское синодальное ведомство отдало указ для архиепископа Казанского и Свияжского о восстановлении самарского Спасо-Преображенского мужского монастыря и переводе в него монахов из Жадовской пустыни. В 1738 году монастырь указом Казанской духовной консистории был упразднён окончательно, а монахи переведены в другие монастыри.

## Монастырские храмы

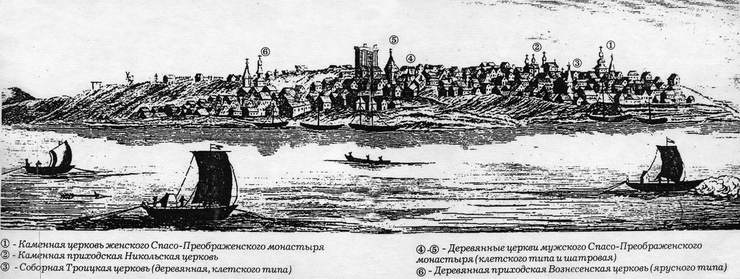
Гравюра Джона Кэстля. 1730-е годы

Расположенная в монастыре деревянная церковь Спасо-Преображения с приделом во имя святителя Алексия после закрытия монастыря была обращена в приходскую. Она сгорела в 1765 году, вместо неё спустя три года была построена новая деревянная церковь во имя Успения Божией Матери с приделом во имя святителя Алексия, но она также сгорела в 1807 году. Однако исходный облик монастырского храма известен по рисунку английского художника Джона Кэстля, некоторое время проведшего в Самаре в 1730-х годах. В центре его рисунка находятся две деревянные церкви Спасо-Преображенского монастыря. Одна относится к клетскому типу и дополнена: «лёгкой шатровой колокольней… Рядом возвышается другой монастырский храм. В отличие от первого, он относится к типу шатровых церквей. Могучий шатёр — перекрытие храма и несущий его мощный бревенчатый восьмигранный сруб (восьмерик) заметно отличается от лёгкого каркасного шатрового завершения деревянных колоколен. Отчётливо виден повал, то есть расширение сруба восьмерика кверху, что функционально защищало брёвна кладки от дождевой влаги, а в художественном отношении усиливало впечатление от высоты и стройности вертикали храма».